# 사제출마
《사제출마》(師第出馬, The Young Master)는 홍콩에서 제작된 성룡 감독의 1980년 코미디, 액션 영화이다. 성룡 등이 주연으로 출연하였고 추문회 등이 제작에 참여하였다. 이 영화는 홍콩에서 1980년 2월 9일 개봉되었다.

## 출연

### 주연
- 성룡

### 조연
- 원표
- 리리리
- 석견
- 황인식
- 전풍
- 위백